# Jean-Claude Selini
Jean-Claude Selini (Sétif, 18 april 1954) is een Frans voormalig motorcoureur. Hij is eenmalig Grand Prix-winnaar in het wereldkampioenschap wegrace.

## Carrière
Selini maakte zijn internationale motorsportdebuut in 1977 in de 125 cc-klasse van het wereldkampioenschap wegrace tijdens zijn thuisrace op een Morbidelli, maar wist zich hiervoor niet te kwalificeren. In 1978 reed hij in de Grand Prix van België en eindigde hierin als twaalfde. In 1980 reed hij zijn eerste volledige seizoen op een MBA. Hij behaalde zijn beste klasseringen met twee tiende plaatsen in Frankrijk en België, waardoor hij met 2 punten op plaats 26 in het kampioenschap eindigde. In 1981 waren twee vijfde plaatsen in Groot-Brittannië en Finland zijn beste resultaten en werd zo met 18 punten twaalfde in de eindstand. Ook werd hij dat jaar derde in de 125 cc-klasse van het Europees kampioenschap wegrace.
In 1982 behaalde Selini zijn enige Grand Prix-overwinning in zijn thuisrace. Deze race werd geboycot door een groot deel van de topcoureurs omdat zij het circuit niet veilig genoeg vonden. In de rest van het seizoen kwam hij echter niet op het podium terecht, waardoor hij met 39 punten negende werd in het klassement. Ook werd hij dat jaar kampioen in de 125 cc-klasse van het Frans kampioenschap wegrace; tot 1989 zou hij, met uitzondering van 1986, ieder jaar deze klasse winnen. In 1983 behaalde hij in het WK 125 cc een podiumplaats, wederom in zijn thuisrace, en werd zo met 20 punten dertiende in de eindstand. In 1984 stond hij enkel in Groot-Brittannië op het podium en werd zo met 33 punten zesde in het kampioenschap. In 1985 behaalde hij opnieuw een podium in Groot-Brittannië en werd hij met 36 punten zevende.
In 1986 miste Selini een groot deel van de races vanwege een blessure en scoorde zodoende geen WK-punten; een dertiende plaats in San Marino was zijn beste resultaat. In 1987 behaalde hij zijn laatste podiumplaats in Groot-Brittannië en werd hij met 16 punten dertiende in de rangschikking. Daarnaast werd hij derde in het Europees kampioenschap wegrace. In 1988 stapte hij binnen het WK 125 cc over naar een Honda. Hij kende een zwaar seizoen en wist zich viermaal niet te kwalificeren. Een negentiende plaats in Tsjecho-Slowakije was zijn beste resultaat en hij scoorde geen WK-punten.
In 1989 was een elfde plaats in Oostenrijk de hoogste klassering van Selini, waardoor hij met 11 punten op plaats 26 in het kampioenschap eindigde. In 1990 schreef hij zich in voor acht races, maar kwalificeerde zich enkel in Zweden, waarin hij op plaats 27 eindigde. In 1991 wist hij zich in zes inschrijvingen geen enkele keer te kwalificeren. Na dit seizoen beëindigde hij zijn internationale motorsportcarrière.